# Jacques Pinet
Pour les articles homonymes, voir Pinet.
Jacques Pinet, né en 9 septembre 1754 à Saint-Nexans (généralité de Bordeaux, actuel département de la Dordogne), mort le 8 novembre 1844 à Bergerac (Dordogne), est un homme politique de la Révolution française.

## Biographie

### Mandat à la Législative
La France devient une monarchie constitutionnelle en application de la constitution du 3 septembre 1791. Le même mois, Jacques Pinet, alors administrateur du district de Bergerac, est élu député du département de la Dordogne, le troisième sur dix, à l'Assemblée nationale législative.
Il siège sur les bancs de la gauche de l'Assemblée. En février 1792, il vote en faveur de la mise en accusation de Bertrand de Molleville, le ministre de la Marine. En avril, il vote pour que les soldats du régiment de Châteauvieux, qui s'étaient mutinés lors de l'affaire de Nancy, soient admis aux honneurs de la séance. En août, il vote en faveur de la mise en accusation du marquis de La Fayette.
La monarchie prend fin à l'issue de la journée du 10 août 1792 : les bataillons de fédérés bretons et marseillais et les insurgés des faubourgs de Paris prennent le palais des Tuileries. Louis XVI est suspendu et incarcéré, avec sa famille, à la tour du Temple.

### Mandat à la Convention
En septembre 1792, Jacques Pinet est réélu député de la Dordogne, le deuxième sur dix, à la Convention nationale.
Il siège sur les bancs de la Montagne. Lors du procès de Louis XVI, il vote la mort, et rejette l'appel au peuple et le sursis à l'exécution de la peine. En avril 1793, il vote contre la mise en accusation de Jean-Paul Marat : « sans approuver toutes ses opinions, je déclare qu'ayant toujours regardé Marat comme un bon citoyen, dont les plus grands ennemis sont Dumouriez et ses scélérats complices, ma conscience m'ordonne de dire non, quant à présent ». En mai, il vote contre le rétablissement de la Commission des Douze.
Le 23 août 1793, Pinet est envoyé en mission aux côtés de Jean-Lambert Tallien (député de Seine-et-Oise) dans les départements de la Dordogne et de la Gironde afin d'y appliquer la levée en masse.
Après la chute de Robespierre, Jacques Pinet siège parmi les « derniers Montagnards ». À l'issue de l'insurrection du 1er prairial an III (20 mai 1795), au terme de laquelle Jean-Bertrand Féraud (député des Hautes-Pyrénées) est assassiné, Pinet est décrété d'arrestation aux côtés de treize autres députés. Il est libéré à la faveur de l'amnistie votée à la clôture de la Convention.

### Du Directoire à la monarchie de Juillet
Sous le Directoire, Jacques Pinet est élu secrétaire de l'administration du département de la Dordogne. En ventôse an VI (mars 1798), il est destitué de cette administration, ainsi que ses collègues Pierre Roux-Fazillac et Jean-Pascal Peyssard, qui comme lui sont d'anciens conventionnels de la Dordogne.
Jacques Pinet est frappé par la loi du 12 janvier 1816 contre les régicides qui ont soutenu les Cent-Jours. Il s'exile en Suisse, à Nyon (canton de Vaud). Il peut rentrer en France à la faveur de la révolution des Trois Glorieuses en 1830.

## Sources
1. ↑  Laurent, Émile (1819-1897), Mavidal, Jérôme (1825-1896) et Pionnier, Constant (1857-1924), « Archives parlementaires de 1787 à 1860, Première série, tome 34, Liste des députés » , sur https://gallica.bnf.fr, 1890 (consulté le 23 décembre 2024)
2. ↑  Laurent, Émile (1819-1897), Mavidal, Jérôme (1825-1896) et Pionnier, Constant (1857-1924), « Archives parlementaires de 1787 à 1860, Première série, tome 39, séance du 8 mars 1792 » , sur https://gallica.bnf.fr, 1892 (consulté le 23 décembre 2024)
3. ↑  Laurent, Émile (1819-1897), Mavidal, Jérôme (1825-1896) et Pionnier, Constant (1857-1924), « Archives parlementaires de 1787 à 1860, Première série, tome 41, séance du 9 avril 1792 » , sur https://gallica.bnf.fr, 1893 (consulté le 23 décembre 2024)
4. ↑  Laurent, Émile (1819-1897), Mavidal, Jérôme (1825-1896) et Pionnier, Constant (1857-1924), « Archives parlementaires de 1787 à 1860, Première série, tome 47, séance du 8 août 1792 » , sur https://gallica.bnf.fr, 1896 (consulté le 23 décembre 2024)
5. ↑  Claveau, Louis, Ducom, André Jean (1861-1923), Lataste, Lodoïs (1842-1923) et Pionnier, Constant (1857-1924), « Archives parlementaires de 1787 à 1860, Première série, tome 52, Liste des députés par départements » , sur https://gallica.bnf.fr, 1897 (consulté le 23 décembre 2024)
6. ↑  Froullé, Jacques-François (≃1734-1794) et Levigneur, Thomas (≃1747-1794), « Liste comparative des cinq appels nominaux. Faits dans les séances des 15, 16, 17, 18 et 19 janvier 1793, sur le procès et le jugement de Louis XVI [...] » , sur https://gallica.bnf.fr, 1793 (consulté le 23 décembre 2024)
7. ↑  Claveau, Louis, Ducom, André Jean (1861-1923), Lataste, Lodoïs (1842-1923) et Pionnier, Constant (1857-1924), « Archives parlementaires de 1787 à 1860, Première série, tome 62, séance du 13 avril 1793 » , sur https://gallica.bnf.fr, 1902 (consulté le 23 décembre 2024)
8. ↑  Claveau, Louis, Ducom, André Jean (1861-1923), Lataste, Lodoïs (1842-1923) et Pionnier, Constant (1857-1924), « Archives parlementaires de 1787 à 1860, Première série, tome 65, séance du 28 mai 1793 » , sur https://gallica.bnf.fr, 1904 (consulté le 23 décembre 2024)
9. ↑  Françoise Brunel, « Les derniers Montagnards et l'unité révolutionnaire », Annales historiques de la Révolution française, vol. 229, no 1,‎ 1977, p. 385–404 (DOI 10.3406/ahrf.1977.1009, lire en ligne, consulté le 23 décembre 2024)
10. ↑  Gazette nationale ou le Moniteur universel n°177, « République française. Paris, le 26 ventôse (le 16 mars 1798) » , sur https://gallica.bnf.fr, 27 ventôse an 6 (17 mars 1798) (consulté le 23 décembre 2024)

- « Jacques Pinet », dans Adolphe Robert et Gaston Cougny, Dictionnaire des parlementaires français, Edgar Bourloton, 1889-1891 [détail de l’édition]
- Jacques Pinet - Sandrine Doucet, À l'Assemblée, Elytis, 2015.
- Archives municipales de Bergerac, "Fonds Pinet" sa correspondance.